# 健康动起来
健康动起来是由《新健康歌》改编的一首歌曲，由叶圣涛作曲，在2017年央视春晚由张艺兴、井柏然演唱。而后还在央视2017年五四晚会由王嘉演唱，央视启航2018元旦晚会由扎西顿珠演唱，2018年10月，该歌曲还登上了全国广场舞北京集中展演，由浙江省湖州市文化馆舞蹈队表演其舞蹈